# Nationalsozialistischer Lehrerbund
Nationalsozialistischer Lehrerbund, NSLB, Nationalsocialistiska lärarförbundet, grundades 1929 av Hans Schemm och samlade lärare i Tredje riket. Dess officiella organ var Nationalsozialistische Lehrerzeitung och den månatliga "Deutsches Bildungswesen".